# Comuna Bilka, Korosten
Bilka (în ucraineană Білківська сільська рада) este o comună în raionul Korosten, regiunea Jîtomîr, Ucraina, formată din satele Bilka (reședința) și Rudnea-Bilkivska.

## Demografie
Componența lingvistică a comunei Bilka
     Ucraineană (98,41%)
     Română (1,27%)
     Alte limbi (0,32%)
Conform recensământului din 2001, majoritatea populației comunei Bilka era vorbitoare de ucraineană (98,41%), existând în minoritate și vorbitori de română (1,27%).